# Lijst van Tweede Kamerleden voor de Liberale Unie
Een overzicht van alle voormalige Tweede Kamerleden voor de Liberale Unie.
| Tweede Kamerlid              | Begindatum        | Einddatum         |
| ---------------------------- | ----------------- | ----------------- |
| W.H. de Beaufort (1844-1900) | 16 september 1891 | 19 maart 1894     |
| W.H. de Beaufort (1845-1918) | 1 mei 1888        | 19 maart 1894     |
| S. van den Bergh             | 19 september 1905 | 20 september 1909 |
| H.A. van Beuningen           | 15 september 1891 | 19 maart 1894     |
| P.L.F. Blussé                | 16 februari 1888  | 26 maart 1888     |
| P. Blussé van Oud-Alblas     | 14 juli 1886      | 18 mei 1887       |
| K. de Boer Czn.              | 17 maart 1901     | 20 september 1909 |
| M. Boogaerdt Bzn.            | 15 september 1891 | 27 oktober 1891   |
| H.J. Bool                    | 1 mei 1888        | 19 maart 1894     |
| J.W.G. Boreel van Hogelanden | 1 mei 1888        | 31 mei 1893       |
| J.L. de Bruijn Kops          | 14 juli 1886      | 16 augustus 1887  |
| A. Buma                      | 14 juli 1886      | 26 maart 1888     |
| J.P.I. Buteux                | 14 juli 1886      | 26 maart 1888     |
| J.F.W. Conrad                | 15 september 1891 | 19 maart 1894     |
| J.Th. Cremer                 | 14 juli 1886      | 26 maart 1888     |
| J.Th. Cremer                 | 11 september 1888 | 19 maart 1894     |
| J.Th. Cremer                 | 17 september 1901 | 18 september 1905 |
| E.J.J.B. Cremers             | 14 juli 1886      | 17 januari 1891   |
| W.K. baron van Dedem         | 19 juli 1886      | 21 augustus 1891  |
| A. van Delden                | 14 juli 1886      | 19 maart 1894     |
| P.J.G. van Diggelen          | 8 november 1886   | 26 maart 1888     |
| H.J. Dijckmeester            | 23 juni 1887      | 8 november 1891   |
| W. Dolk                      | 18 september 1902 | 23 november 1916  |
| W.Th.C. van Doorn            | 19 september 1905 | 4 april 1921      |
| B.D. Eerdmans                | 17 maart 1914     | 16 september 1918 |
| K. Eland                     | 19 september 1905 | 16 september 1918 |
| A.J.W. Farncombe Sanders     | 14 juli 1886      | 19 maart 1894     |
| W.A. van der Feltz           | 14 juli 1886      | 19 maart 1894     |
| P.B.J. Ferf                  | 2 oktober 1891    | 19 maart 1894     |
| P.B.J. Ferf                  | 17 september 1901 | 18 maart 1912     |
| D. Fock                      | 17 september 1901 | 17 augustus 1905  |
| D. Fock                      | 16 september 1913 | 13 oktober 1920   |
| W.J. Geertsema               | 1 mei 1888        | 19 maart 1894     |
| J. van Gennep                | 19 september 1887 | 19 maart 1888     |
| A. Gildemeester              | 1 mei 1888        | 14 september 1891 |
| J. van Gilse                 | 31 juli 1917      | 16 september 1918 |
| J.G. Gleichman               | 1 mei 1888        | 19 maart 1894     |
| G.J. Goekoop                 | 1 mei 1888        | 19 maart 1894     |
| H. Goeman Borgesius          | 14 juli 1886      | 19 maart 1894     |
| H. Goeman Borgesius          | 17 maart 1901     | 17 januari 1917   |
| L.G. Greeve                  | 14 juli 1886      | 30 september 1889 |
| H.D. Guyot                   | 19 november 1889  | 19 maart 1894     |
| G.A. van Hamel               | 21 september 1909 | 28 februari 1917  |
| J.A. van Hamel               | 25 april 1917     | 16 september 1918 |
| A.F.K. Hartogh               | 14 juli 1886      | 19 maart 1894     |
| J.E. Heeres                  | 16 september 1913 | 16 september 1918 |
| B.H. Heldt                   | 14 juli 1886      | 19 maart 1894     |
| P.Ch.J. Hennequin            | 15 september 1891 | 19 maart 1894     |
| C.H. den Hertog              | 16 april 1901     | 29 oktober 1902   |
| G.H. Hintzen                 | 1 mei 1888        | 19 maart 1894     |
| W.M. Houwing                 | 15 september 1891 | 19 maart 1894     |
| H.F.R. Hubrecht              | 17 september 1901 | 16 september 1918 |
| J.W. IJzerman                | 19 september 1905 | 20 september 1909 |
| J.W. IJzerman                | 12 januari 1917   | 16 september 1918 |
| G. Jannink                   | 19 september 1905 | 16 september 1918 |
| J.C. Jansen                  | 19 september 1905 | 16 september 1918 |
| W.J.E.H.M. de Jong           | 3 mei 1912        | 16 september 1918 |
| G.J. de Jongh                | 9 november 1910   | 15 september 1913 |
| W. van der Kaay              | 14 juli 1886      | 19 maart 1894     |
| H.Ph. de Kanter              | 15 september 1891 | 19 maart 1894     |
| P.J. de Kanter               | 21 september 1909 | 15 september 1913 |
| P.J. de Kanter               | 24 oktober 1916   | 16 september 1918 |
| P.J. de Kanter               | 10 november 1920  | 15 april 1921     |
| A.P.C. van Karnebeek         | 3 maart 1891      | 19 maart 1894     |
| A. Kerdijk                   | 19 september 1887 | 19 maart 1894     |
| H.J. Kist                    | 14 juli 1886      | 26 maart 1888     |
| D. de Klerk                  | 17 maart 1901     | 15 september 1913 |
| A. Knijff Hzn.               | 17 maart 1901     | 16 september 1901 |
| S.T. Land                    | 14 mei 1888       | 19 maart 1894     |
| J.H. Lasonder                | 16 september 1913 | 8 december 1913   |
| C. Lely                      | 17 maart 1901     | 15 augustus 1902  |
| C. Lely                      | 23 december 1905  | 20 september 1909 |
| C. Lely                      | 17 september 1918 | 15 april 1921     |
| I.A. Levy                    | 14 november 1887  | 26 maart 1888     |
| I.A. Levy                    | 15 september 1891 | 19 maart 1894     |
| H.D. Levyssohn Norman        | 1 mei 1888        | 6 december 1892   |
| F. Lieftinck                 | 14 juli 1886      | 19 maart 1894     |
| F. Lieftinck                 | 17 maart 1901     | 26 juni 1917      |
| G.M. van der Linden          | 14 juli 1886      | 26 maart 1888     |
| R.P. Mees R.Azn.             | 1 mei 1888        | 19 maart 1894     |
| Th.H. de Meester             | 9 mei 1910        | 29 maart 1917     |
| J.R. Meesters                | 14 juli 1886      | 26 maart 1888     |
| W. de Meijier                | 14 juli 1886      | 19 maart 1894     |
| R.R.L. de Muralt             | 16 september 1913 | 15 april 1921     |
| J.B. van Osenbruggen         | 14 juli 1886      | 24 februari 1889  |
| P. Otto                      | 28 november 1913  | 15 april 1921     |
| J.G. Patijn                  | 1 mei 1888        | 21 oktober 1888   |
| R.J.H. Patijn                | 20 september 1905 | 16 september 1918 |
| N.G. Pierson                 | 19 september 1905 | 20 september 1909 |
| J.M. Pijnacker Hordijk       | 15 september 1891 | 19 maart 1894     |
| A. Plate                     | 28 februari 1893  | 19 maart 1894     |
| H. Pyttersen Tzn.            | 15 september 1891 | 19 maart 1894     |
| E.E. van Raalte              | 16 september 1913 | 16 september 1918 |
| K. Reyne                     | 19 september 1905 | 20 september 1909 |
| P. Rink                      | 15 september 1891 | 19 maart 1894     |
| P. Rink                      | 17 maart 1901     | 17 augustus 1905  |
| P. Rink                      | 21 september 1909 | 15 april 1921     |
| J. Röell                     | 1 mei 1888        | 19 maart 1894     |
| P.H. Roessingh               | 15 september 1891 | 19 maart 1894     |
| P.H. Roessingh               | 17 maart 1901     | 15 september 1913 |
| W.J. Roijaards van den Ham   | 1 mei 1888        | 19 maart 1894     |
| A. Roodhuyzen                | 14 februari 1905  | 16 september 1918 |
| W. Rooseboom                 | 14 juli 1886      | 4 juli 1890       |
| W. Rooseboom                 | 16 september 1890 | 14 september 1891 |
| D. de Ruiter Zijlker         | 14 juli 1886      | 14 september 1891 |
| J.W.H. Rutgers van Rozenburg | 1 mei 1888        | 19 maart 1894     |
| J. Schepel                   | 14 juli 1886      | 19 maart 1894     |
| J. Schepel                   | 17 maart 1901     | 16 september 1901 |
| M.M. Schim van der Loeff     | 16 september 1913 | 20 september 1916 |
| A.L.W. Seyffardt             | 1 mei 1888        | 5 juli 1890       |
| A.L.W. Seyffardt             | 16 september 1890 | 20 augustus 1891  |
| J. Sibinga Mulder            | 13 maart 1917     | 16 september 1918 |
| Ph.W. van der Sleyden        | 14 juli 1886      | 26 maart 1888     |
| H. Smeenge                   | 5 april 1886      | 19 maart 1894     |
| H. Smeenge                   | 17 maart 1901     | 16 september 1918 |
| E.A. Smidt                   | 28 november 1893  | 19 maart 1894     |
| H.J. Smidt                   | 11 september 1888 | 21 augustus 1891  |
| A. Smit                      | 14 juli 1886      | 26 maart 1888     |
| A. Smit                      | 15 september 1891 | 19 maart 1894     |
| J.P.R. Tak van Poortvliet    | 1 mei 1888        | 21 augustus 1891  |
| C.J. den Tex                 | 17 september 1901 | 18 september 1905 |
| L.W.J.K. Thomson             | 19 september 1905 | 20 mei 1913       |
| M. Tydeman                   | 14 december 1891  | 19 maart 1894     |
| Th.G.G. Valette              | 22 juni 1893      | 19 maart 1894     |
| J.D. Veegens                 | 1 mei 1888        | 19 maart 1894     |
| J.B. Verheij                 | 17 september 1901 | 7 juli 1903       |
| J.B. Verheij                 | 17 september 1903 | 3 mei 1913        |
| H.C. Verniers van der Loeff  | 1 mei 1888        | 21 januari 1891   |
| W.A. Viruly Verbrugge        | 1 mei 1888        | 19 maart 1894     |
| D. Visser van Hazerswoude    | 14 juli 1886      | 3 oktober 1890    |
| J.W.J. de Vos van Steenwijk  | 14 juli 1886      | 26 maart 1888     |
| W.K.M. Vrolik                | 15 september 1891 | 19 maart 1894     |
| W.J. van Welderen Rengers    | 14 juli 1886      | 26 maart 1888     |
| J.J. Willinge                | 17 september 1901 | 5 september 1904  |
| J. Willink                   | 14 juli 1886      | 26 maart 1888     |
| J. Zaaijer Azn.              | 14 juli 1886      | 12 december 1892  |
| G. Zijlma                    | 3 maart 1891      | 19 maart 1894     |
| J. Zijp Kzn.                 | 11 november 1890  | 19 maart 1894     |